# محمد الجهنی
محمد الجهنی (عربی: محمد الجهني؛ زادهٔ ۲۸ سپتامبر ۱۹۷۴) یک بازیکن فوتبال اهل عربستان سعودی است.
وی همچنین در تیم ملی فوتبال عربستان سعودی بازی کرده‌است.